# Ocoyoacac
Ocoyoacac est une commune (municipio) de l'État de Mexico, au Mexique.
Elle couvre une superficie de 134,71 km2 et compte 66 190 habitants en 2015.

### Note
- (en) Cet article est partiellement ou en totalité issu de l’article de Wikipédia en anglais intitulé « Ocoyoacac » (voir la liste des auteurs).